# Jaumave (municipalité)

La municipalité de Jaumave est l'une des 43 municipalités de l'État de Tamaulipas, et est située dans la partie sud de cet État. Située à l'ouest du golfe du Mexique, elle appartient au bassin versant du fleuve Río Pánuco, et fait partie de la chaîne de montagnes de la Sierra Madre orientale. Elle est limitrophe au nord-ouest de l'État de l'État de Nuevo León. Son chef-lieu est la ville éponyme de Jaumave. Elle dépend de la région Altiplano, qui est une des 6 subdivisions administratives de l'État de Tamaulipas.

## Géographie
La municipalité de Jaumave s'étend du nord au sud au sein du massif de la Gran Sierra Plegada, qui fait partie de la chaîne de montagnes plus vaste de la Sierra Madre orientale. Son altitude oscille entre 300 et 3200 mètres. Elle est traversée par de deux nombreux cours d'eau, dont la rivière Guayalejo, et appartenant tous au bassin versant du fleuve Río Pánuco. Son chef-lieu, la ville éponyme de Jaumave, se trouve dans le centre-sud de son territoire. Ce territoire couvre une superficie de 2737,59 km², et était peuplé en 2020 de 15 994 habitants.
Cette municipalité fait partie de la région Altiplano, qui est une des 6 subdivisions administratives de l'État de Tamaulipas, et regroupe les municipalités de Jaumave, Miquihuana, Palmillas, Bustamante et Tula.
Elle est limitrophe au nord de celle de Güemez, au nord-ouest, dans l'État de Nuevo León, de celle de General Zaragoza, à l'ouest, à nouveau dans l'État de Tamaulipas, de celles de Miquihuana et de Palmillas, au sud de celles d'Ocampo et de Gómez Farías, et à l'est de celles de Llera et Victoria.

## Composition et démographie
La municipalité était composée en 2010 de 107 localités.
| Localité                      | Population |
| ----------------------------- | ---------- |
| Jaumave                       | 4 766      |
| Matías García (La Hacienda)   | 723        |
| Francisco Medrano (Las Pilas) | 446        |
| San Juanito                   | 522        |

En plus de l'espagnol, plusieurs langues amérindiennes sont parlées dans la municipalité, dont les principales sont par ordre d'importance : le huastèque, le nahuatl, le zapotèque et l'otomí.

## Histoire
Avant la fondation de la ville Jaumave, le secteur connaît une première colonisation dès 1617, menée par des frères franciscains.
Légèrement en amont de la conquête et de la colonisation de la nouvelle province de Nouvelle-Santander par José de Escandón entre 1748 et 1755, la ville de San Lorenzo de Jaumave est fondée en 1744, par le même José de Escandón, le fondateur de la Nouvelle-Santander. Cette fondation se fait avec des familles provenant de Guadalcázar, aujourd'hui dans l'État de San Luis Potosí, plus au sud. Après la célébration d'une messe, cette fondation consista à tracer les limites de la ville, ainsi que celles des rues et des lots.